# Halvergate
Halvergate – wieś w Anglii, w hrabstwie Norfolk, w dystrykcie Broadland. Leży 20 km na wschód od Norwich i 169 km na północny wschód od Londynu.
Miejscowość liczy 468 mieszkańców.